# Louise Massin
Pour les articles homonymes, voir Massin.
Louise Massin est une comédienne française.

## Biographie
Louise Massin est co-créatrice et interprète principale de la série Loulou diffusée sur Arte,. La première saison de la série diffusée en 2017 est suivie d'une deuxième saison diffusée en 2018 puis d'une adaptation en téléfilm, diffusée sur Arte en 2024,.
À la télévision Louise Massin s'illustre dans de nombreuses productions. En 2022, elle interprète un rôle de brigadière dans la minisérie Brigade Mobile, réalisée par Fanny Sidney.

En 2025, elle interprète le rôle de Daphné dans la minisérie L'intruse réalisée par Shirley Monsarrat.
Louise Massin tourne également dans plusieurs courts métrages, parmi lesquels Judith Hotel de Charlotte Le Bon en 2018, Les enfants d'Oma de Mélisa Godet en 2022, La charge mentale de Colas et Mathias Rifkiss en 2022.
Au cinéma, on peut notamment la voir dans le film Love Bug de Cédric Prévost, sorti en 2021.

## Distinctions
- 25e festival de la fiction de la Rochelle en 2023 : Louise Massin reçoit le prix d'interprétation féminine pour son rôle dans la série Loulou diffusée sur Arte[11].